# 응우옌니으짝
응우옌니으짝(Nguyễn Như Trác, 阮如琢, 1428년 ~ ?)은 대월 후 레 왕조 시기의 인물이자 응우옌씨 정권의 실질적인 창시자인 응우옌낌의 조부이다.

## 생애
1428년 굉국공(宏國公) 완공순과 매씨영(枚氏映)의 4남으로 태어났다. 응우옌니으짝은 성종, 헌종조의 신하로 지냈으며 사후 태보(太保) 및 부군공(副郡公)에 추봉되었다.
《완복족세보(阮福族世譜)》에 따르면 음력 7월 17일에 죽었으나 사망 년도는 전해지지 않는다.

## 가족
- 부친: 굉국공 완공순
- 모후: 굉국공부인 매씨영
- 공비: 부군공부인 매씨
- 아들: 징국공 응우옌반르우

## 참고
- 阮如琢